# سئو هی هام
سئو هی هام (کره‌ای: 함서희؛ زادهٔ ۸ مارس ۱۹۸۷) ورزشکار هنرهای رزمی ترکیبی اهل کره جنوبی است.